# Port lotniczy Honiara
Port Lotniczy Honiara (ang. Honiara International Airport), dawniej znany jako Henderson Field – międzynarodowy port lotniczy znajdujący się na wyspie Guadalcanal, w odległości 8 kilometrów od Honiary, stolicy państwa Wyspy Salomona. Jest to jedyne lotnisko międzynarodowe tego kraju. 
O lotnisko, zbudowane przez Japończyków dla celów wojennych w roku 1942, toczyły się zacięte boje w trakcie walk o Guadalcanal podczas II wojny światowej.
Nazwę Henderson Field nadano lotnisku na cześć majora Korpusu Marines L. Hendersona, dowódcy dywizjonu bombowców nurkujących (VMSB-241), który zginął podczas lotu bojowego w bitwie pod Midway jako pierwszy lotnik korpusu poległy w walce.
Amerykanie użytkowali Henderson Field do roku 1969. Ponownego otwarcia, już jako cywilnego Honiara International Airport dokonano w roku 2003.

## Linie lotnicze i porty docelowe
- Air Niugini (Port Moresby, Nadi)
- Air Pacific (Port Vila, Nadi)
- Nauru Airlines (Brisbane, Nauru)
- Pacific Blue Airlines (Brisbane)
- SkyAirWorld (Brisbane – loty czarterowe)
- Solomon Airlines (Arona, Atoifi, Auki, Bellona, Brisbane, Espiritu Santo, Fera, Gatokae, Gizo, Kirakira, Kagau, Marau, Munda, Sege, Suavanao – połączenia lokalne)